# Groupe des Dombes
Die Groupe des Dombes besteht seit 1937 als eine ökumenische Arbeitsgemeinschaft von je zwanzig evangelischen und römisch-katholischen Theologen der Frankophonie. Die Gruppe trifft sich seit 1948 jedes Jahr Anfang September, von 1968 bis 1997 in der Zisterzienserabtei Notre-Dame des Dombes (Ain) bei Lyon, seit 1998 in der Benediktinerinnenabtei Pradines.
Die Gründung der Gruppe geht auf den Priester Paul Couturier (1881–1953), der sich auch sehr für die Gebetswoche für die Einheit der Christen einsetzte, zurück. Sie bemüht sich um die Überwindung der geistlichen und theologischen Entfremdung zwischen den Kirchen.

## Veröffentlichungen
- Für die Umkehr der Kirchen. Identität und Wandel im Vollzug der Kirchengemeinschaft („Pour la conversion des eglises“). Lembeck Verlag, Frankfurt/M. 1994, ISBN 3-87476-298-X.
- Maria in Gottes Heilsplan und in der Gemeinschaft der Heiligen („Marie dans le dessein de Dieu et la communion des saints“). Lembeck Verlag, Frankfurt/M. 1999, ISBN 3-87476-340-4.
- Pour la communion des Eglises. L’apport du Groupe des Dombes, 1937–1987. Le Centurion, Paris 1988, ISBN 2-227-31083-9.
- Un seul maître. L’autorité doctrinale dans l’Eglise. 2. Aufl. Bayard, Paris 2006, ISBN 978-2-227-47457-4.
- Vous donc, priez ainsi. Le Notre Père, itinéraire pour la conversion des Eglises, Bayard, Paris 2011, ISBN 978-2-227-48255-5.